# خريستو ايفانوف (سياسي)
خريستو ايفانوف (بالبلغارية: Христо Иванов)‏ هو محامي وسياسي بلغاري، ولد في 13 سبتمبر 1974 في صوفيا في بلغاريا. حزبياً، نشط في Reformist Bloc ‏.